# Katrin Eggenberger
Katrin Eggenberger (ur. 8 września 1982 w Werdenbergu, w Szwajcarii) – liechtensteińska polityk, politolog i dyplomata, minister spraw zagranicznych, sprawiedliwości kultury w rządzie Adriana Haslera w latach 2019–2021.

## Życiorys
Urodziła się w Werdenbergu przy granicy Szwajcarii z Liechtensteinem. Jej matka była Liechtensteińką, a ojciec Szwajcarem, dlatego też posiada podwójne obywatelstwo. Większość życia spędziła jednak poza Księstwem. Studiowała na Uniwersytecie Liechtensteińskim i Stanowym Uniwersytecie Ohio, gdzie w 2008 roku uzyskała tytuł licencjata z zakresu BBA, ze specjalizacją w usługach finansowych. Podczas studiów w Ohio reprezentowała Szwajcarię w pływaniu synchronicznym na Mistrzostwach Świata w Pływaniu w 2005. Jednocześnie w latach 2002-2014 pracowała bankach: Liechtensteńskim Banku Narodowym, VP Bank w Vaduz i Notenstein La Roche Privatbank w St. Gallen. Pomiędzy 2010-2012 robiła magistrat z bankowości i zarządzania finansami. W 2019 uzyskała stopień doktora nauk politycznych na Uniwersytecie St. Gallen. Podczas pięcioletnich studiów doktoranckich prowadziła również badania na Uniwersytecie w Cambridge i w The London School of Economics and Political Science. W latach 2016–2019 była osobistą asystentką profesora Klausa Schwaba. W październiku 2019 przeniosła się na stałe do Księstwa, a od 11 listopada 2019 roku pełniła funkcję ministra spraw zagranicznych, sprawiedliwości i kultury w rządzie Adriana Haslera, zastępując na tym stanowisku Aurelię Frick. Przed wyborami w 2021 roku była jednym z trzech kandydatów na radnych rządowych z ramienia Postępowej Partii Obywatelskiej, jednak ostatecznie w związku z nieznaczną różnicą wyników na korzyść Unii Patriotycznej nie zdobyła miejsca w rządzie.

## Życie prywatne
Katrin Eggenberger jest panną i mieszka w Vaduz.